# Pia Engelberty
Pia Engelberty (* 11. Juni 1990) ist eine ehemalige deutsche Voltigiererin.
Bei den Weltreiterspielen in Caen 2014 in der Normandie gewann sie im Doppel mit Torben Jacobs auf Danny Boy die Silbermedaille.
Bei den Europameisterschaften 2013 in Ebreichsdorf war sie mit Torben Jacobs im Doppel auf Weltoni mit Patric Looser an der Longe erfolgreich und gewann die Bronzemedaille. Bei den Europameisterschaften 2015 in Aachen knüpften die beiden nahtlos an ihre Erfolge an, gewannen mit ihrer, vom Film „Twilight“ inspirierten, Kür auf Danny Boy Silber.
Aufgrund einer Verletzung konnte sie an den ersten beiden Weltcup-Turnieren der Saison 2013/14 nicht teilnehmen. Im Weltcupfinale 2016 in Dortmund erreichte sie im Einzel auf Danny Boy den ersten Platz. Mit diesem Sieg beendete Engelberty ihre aktive Laufbahn als Sportlerin.
Sie studierte Sportwissenschaften in Köln.